# Медаља за рањавање у мултинационалним операцијама
Медаља за рањавање у мултинационалним операцијама јесте медаља коју додељује Република Србија војницима који су учествовали у мултинационалним операцијама и били рањени. Постоје три медаље, за једно, два или три рањавања.
Војне спомен-медаље су посебна војна признања која се додељују за остварене резултате у војној служби, успешно реализоване одређене активности војног карактера и укупан допринос систему одбране Републике Србије.